# Tetramerium peruvianum
Tetramerium peruvianum là một loài thực vật có hoa trong họ Ô rô. Loài này được (Lindau) T.F. Daniel miêu tả khoa học đầu tiên năm 1986.